# Alfred Bieler
Alfred Bieler, född 18 april 1923 i Sankt Moritz, död 24 april 2013 i Zürich, var en schweizisk ishockeyspelare.
Bieler blev olympisk bronsmedaljör i ishockey vid vinterspelen 1948 i Sankt Moritz.